# Columbia Heights (Minnesota)
Columbia Heights es una ciudad ubicada en el condado de Anoka en el estado estadounidense de Minnesota. En el Censo de 2010 tenía una población de 19496 habitantes y una densidad poblacional de 2.138,48 personas por km².

## Geografía
Columbia Heights se encuentra ubicada en las coordenadas 45°2′57″N 93°14′48″O / 45.04917, -93.24667. Según la Oficina del Censo de los Estados Unidos, Columbia Heights tiene una superficie total de 9.12 km², de la cual 8.83 km² corresponden a tierra firme y (3.13%) 0.28 km² es agua.

## Demografía
Según el censo de 2010, había 19496 personas residiendo en Columbia Heights. La densidad de población era de 2.138,48 hab./km². De los 19496 habitantes, Columbia Heights estaba compuesto por el 69.7% blancos, el 13.48% eran afroamericanos, el 1.53% eran amerindios, el 4.77% eran asiáticos, el 0.07% eran isleños del Pacífico, el 6.19% eran de otras razas y el 4.26% pertenecían a dos o más razas. Del total de la población el 11.89% eran hispanos o latinos de cualquier raza.